# Hans Pagay
Hans Pagay (* 11. November 1843 in Gdow, Galizien, Kaisertum Österreich als Jonas Papigay; † 21. Jänner 1915 in Berlin) war ein österreichischer Theaterschauspieler, Theaterregisseur und Operettensänger mit langjähriger Karriere an deutschen Bühnen.

## Leben und Wirken

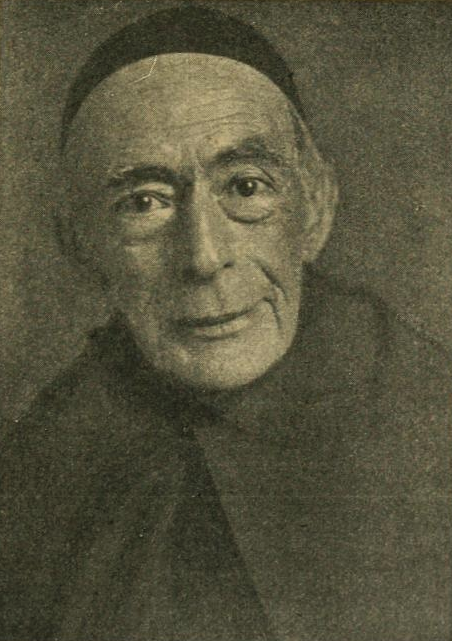
Hans Pagay als Klosterbruder in Nathan der Weise (Max Reinhardt)

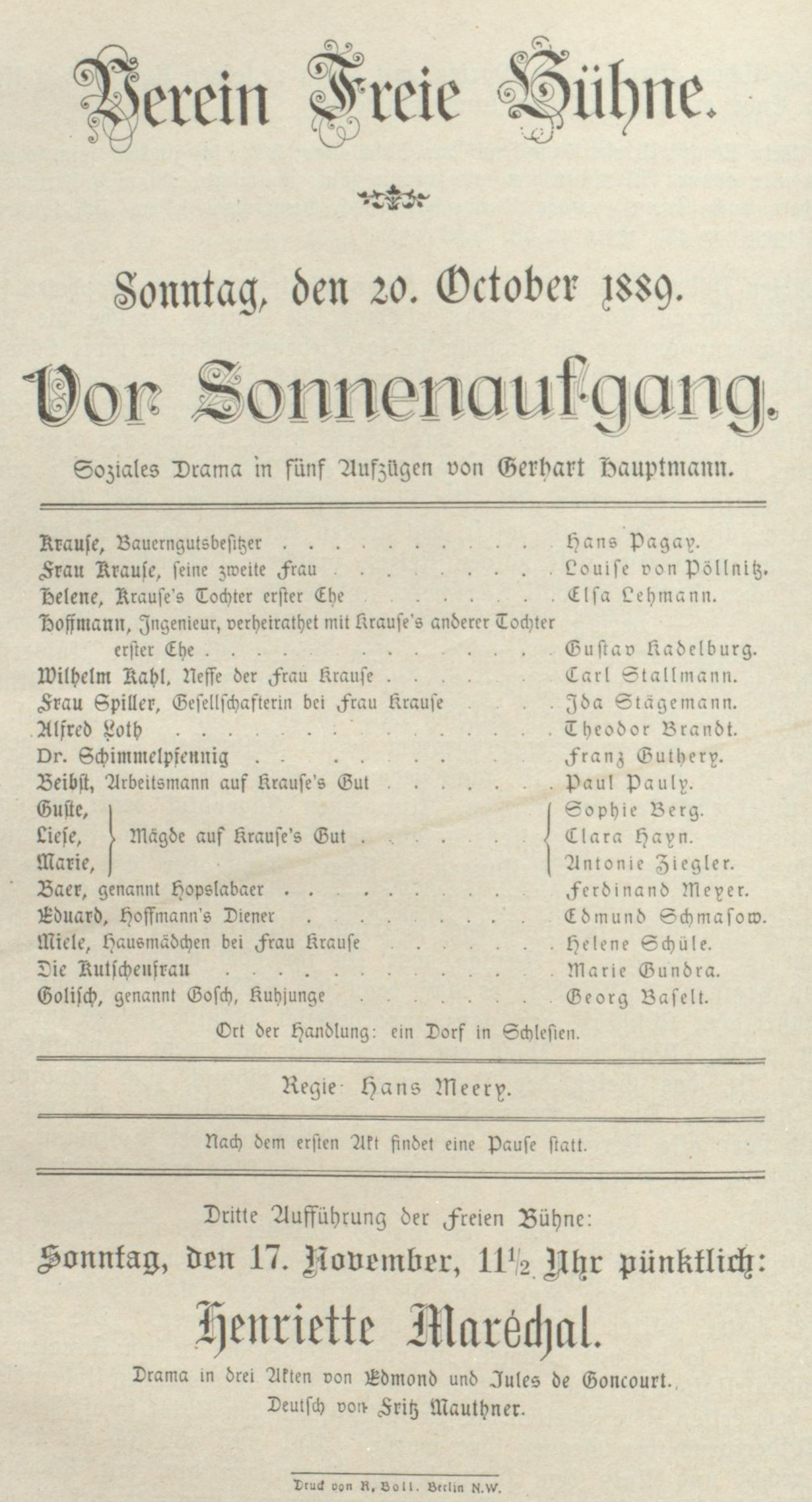
Pagay in Gerhart Hauptmanns Vor Sonnenaufgang (1889)

Der Sohn eines jüdischen Börsenmaklers sollte auf Wunsch des Vaters in dessen Fußstapfen treten und zunächst einen kaufmännischen Beruf ergreifen. Pagay junior drängte es jedoch auf die Bühne und begann seine künstlerische Laufbahn am Theater als Sänger im Chor. Sein erstes größeres Engagement erhielt der Wiener noch in den 1860er Jahren in Linz, wo er mit dem Part des Marinelli in Lessings Emilia Galotti seinen Einstand als Schauspieler gab. In der Folgezeit wurde Pagay als Liebhaber und Held, aber auch als Komiker besetzt und wandte sich der Operette zu. 1871 schloss er sich einer Operettengesellschaft an, mit der er auf Tournee ins (damals) russische Odessa ging. Wieder daheim, nahm Pagay Engagements an kleine und mittelgroße Bühnen in Österreich-Ungarn und Süddeutschland an. So sah man ihn beispielsweise am Wiener Strampfer-Theater an der Seite von Alexander Girardi und Josefine Gallmeyer.
1874 kam ans Pagay erstmals in die deutsche Reichshauptstadt, um am dortigen Viktoria-Theater aufzutreten. In den folgenden Jahren gelang ihm der Übergang vom Operettenkomiker zum Charakterdarsteller. Anschließend ging er in die deutsche Provinz und war zuletzt (1887 am Hannoveraner Residenz-Theater) auch als Regisseur der Oper und Operette tätig. Noch im selben Jahr 1887 kehrte Pagay nach Berlin zurück, wo er viele Jahre lang, bis zu seinem Tod Anfang 1915, dem Ensemble des Deutschen Theaters unter den Leitungen von Otto Brahm und Max Reinhardt angehören sollte. Seinen ersten großen Erfolg dort erlangte er 1889 als alter Ekdal in Ibsens Die Wildente. Weitere wichtige Bühnenrollen erhielt Hans Pagay mit dem Klosterbruder in Lessings Nathan der Weise, dem Bruder Lorenzo in Shakespeares Romeo und Julia, dem alten Gobbo in Shakespeares Der Kaufmann von Venedig, dem Großinquisitor in Schillers Don Karlos, dem Schmock in Freytags Die Journalisten, dem Valentin in Raimunds Der Verschwender, dem Weiring in Schnitzlers Liebelei, dem alten Bauer in Hauptmanns Vor Sonnenaufgang, dem Bruder Martin in Costas gleichnamigem Stück sowie dem Hauderer in Anzengrubers Der Doppelselbstmord.
Hans Pagay, der ganz offensichtlich nicht mit dem „Hans Pagay“ identisch ist, der 1919 in Joe Mays Stummfilm Die Herrin der Welt mitwirkte, war mit der Schauspielerin Sophie Pagay, geborene Berg, verheiratet.